# Emeli Sandé
Adele Emily Sandé (* 10. březen 1987), vystupující pod jménem Emeli Sandé, je skotská R&B zpěvačka, textařka a skladatelka.
V roce 2010 podepsala smlouvu s vydavatelstvím Publishing Music EMI. Později oznámila, že jí Virgin Records dal nahrávací smlouvu. V srpnu 2011 Sande vydala svůj první sólový singl Heaven. Sande má tři číslo-jedno singly ve Spojeném království a v Irsku: Read All About It s Professor Green, Next To Me a Beneath Your Beatiful a spolupráci s Labrinthem. Její album Our Version of Events (Naše verze událostí) byl vrchol s číslem jedna v Británii a brzy po jeho vydání v únoru 2012 se stalo nejprodávanějším albem roku 2012 ve Velké Británii s více než 1 milionem prodaných CD. V roce 2012 vystoupila na zahájení a závěrečném ceremoniálu olympijských her v Londýně.
V roce 2016 vydala druhé album Long Live the Angels s pilotním singlem Hurts.

## Dětství
Vyrostla v Alfordu, Aberdeenshire, Skotsko. Narodila se zambijskému otci a anglické matce, když jí byly čtyři roky, přestěhovala se s rodiči do Alfordu. Studovala medicínu na univerzitě v Glasgow a po pěti letech obdržela titul v neurovědě. Řekla, že vzdělání je jednou z nejdůležitějších věcí, pokud by se její hudební kariéra nezdařila, má se kam uchýlit. Sande řekla, že její manažer, Adrian Sykes, trpělivě čekal od doby, kdy jí bylo 16; "Adrian opravdu respektuje, že chci získat vzdělání. Také ví, že rodiče mají zájem, abych dokončila univerzitu". Svoji první píseň napsala v 11 letech na základní škole. "To bylo poprvé, co jsem si myslela, že bych mohla být skladatelka", vzpomíná. Vždycky jsem věděla, že chci být muzikantka a věděla jsem, že chci psát, protože lidé, které jsem poslouchala psali. Nikdy jsem nemyslela, že je možné zpívat jiné písně. První píseň, kterou napsala se jmenovala Tomorrow Starts Again - píseň měla řadu struktur a dokonce i Střední osm.

## Počátky hudební kariéry
Stala se známou v očích veřejnosti poté, co vystoupila na "Diamond Rings" s rapperem Chimunkem (2009). Byla poprvé na vrcholu 10 na britském žebříčků jednotlivců. V roce 2010 vystoupila se singlem "Never Be Your Woman" s rapperem Wileyem, byl to další hit první desítky. V roce 2012 získala cenu kritiků Brit Awards. Psala pro řadu umělců včetně Cher Lloyd, Parade, Susan Boyle, Gabrielle, Preeya Kálídás, Rihanna, Leona Lewis, Alesha Dixon, Cheryl Cole, Tinie Tempah, Elly Henderson a Mutya Keisha Siobhan.

## Diskografie
- Our Version of Events (2012)
- Long Live the Angels (2016)
- Real Life (2019)
- Let's Say for Instance (2022)